# 中缅南段未定界

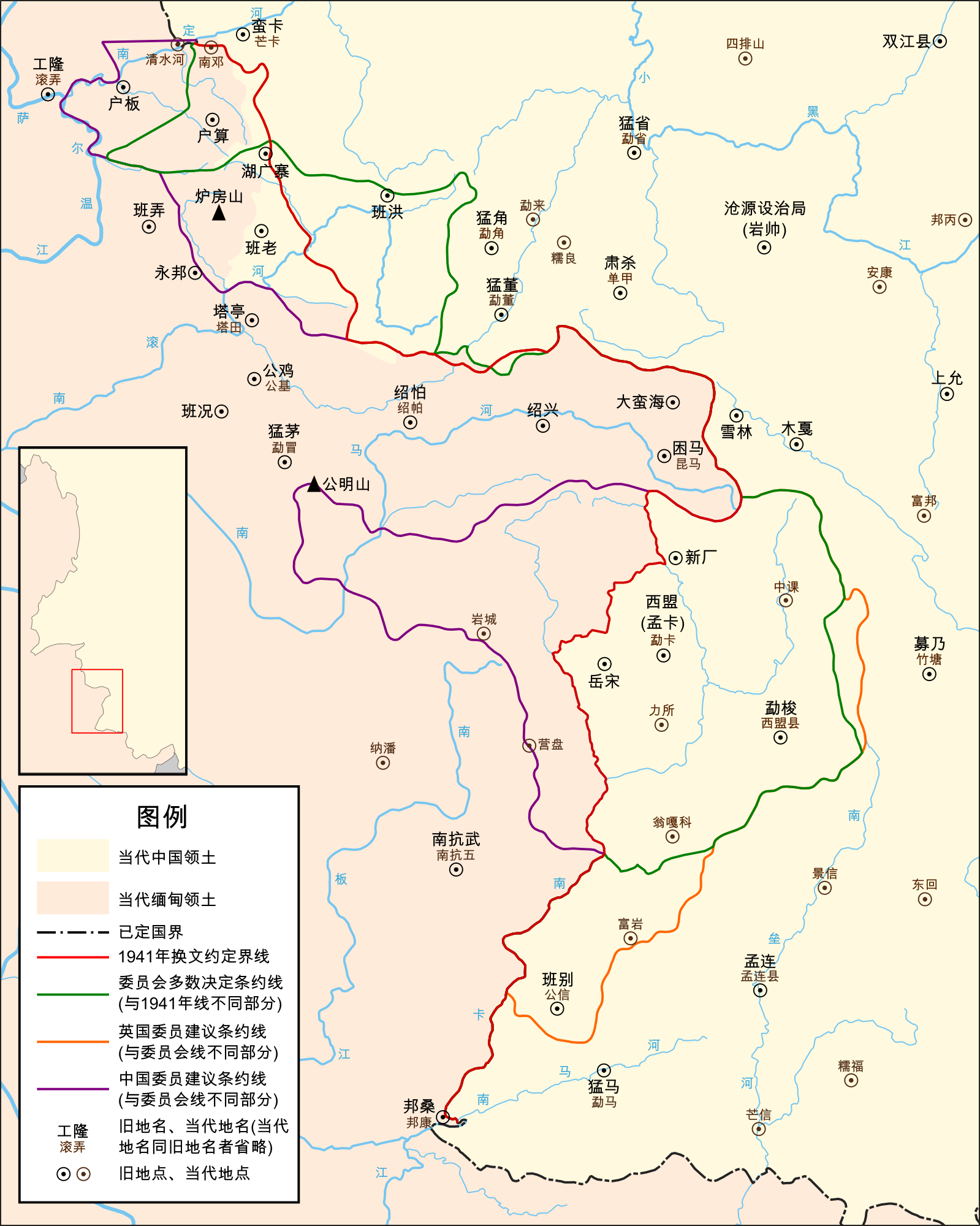
1935年第二次中英勘界后的中缅南段未定界示意图。淡黄色块为当代中国领土，淡红色块为当代缅甸领土。红线为“一九四一年线”，绿线为第二次中英勘界中立委员会多数决定条约线，橙线为英国主张边界线，紫线为中国主张边界线。

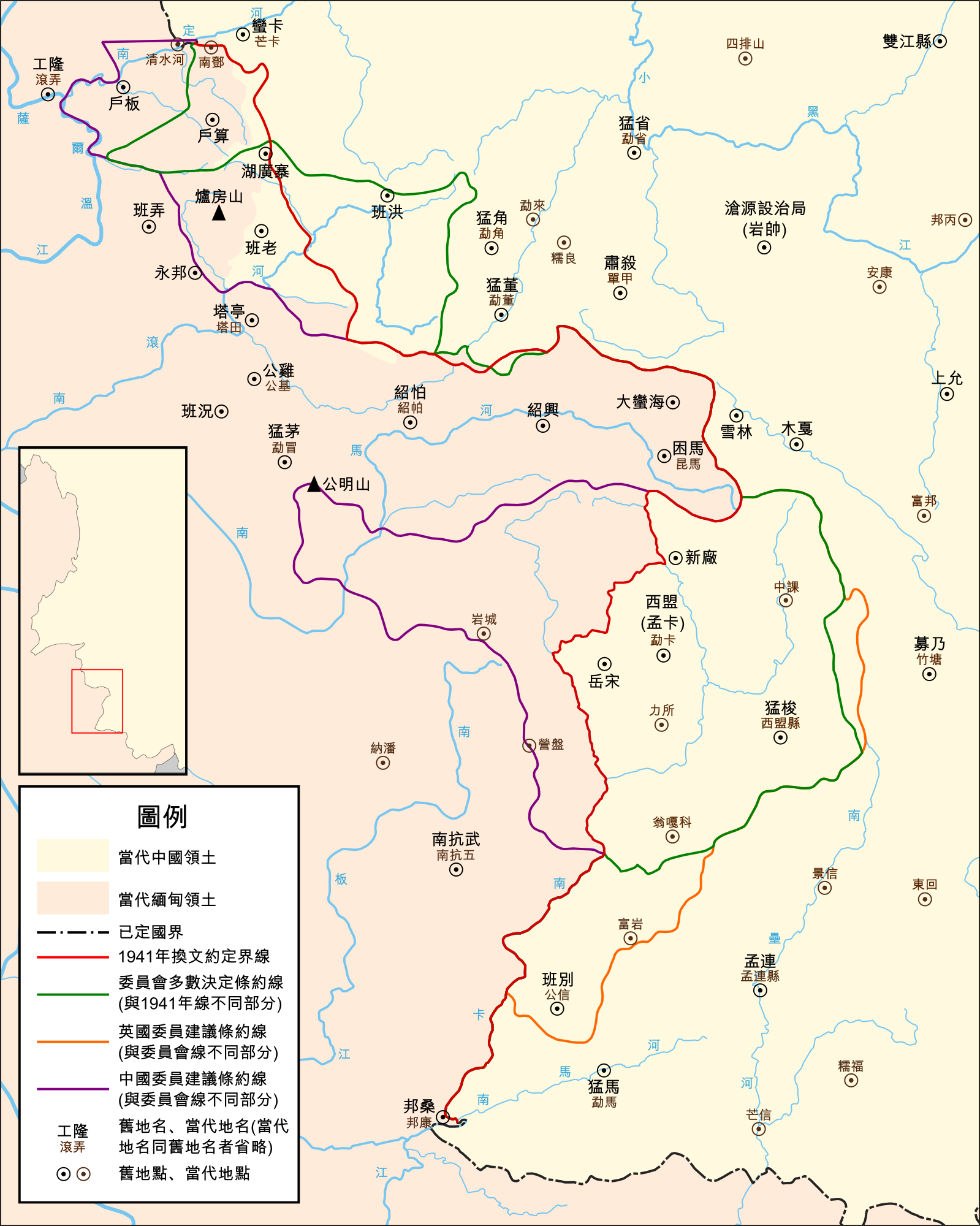
1935年第二次中英勘界後的中緬南段未定界示意圖。淡黃色塊爲當代中國領土，淡紅色塊爲當代緬甸領土。紅線爲“一九四一年線”，綠線爲第二次中英勘界中立委員會多數決定條約線，橙線爲英國主張邊界線，紫線爲中國主張邊界線。

中缅南段未定界也称作滇缅南段未定界，是历史上清朝与英属印度帝国至中华人民共和国与缅甸联邦时期滇缅边境的一段未定国界，起讫点为南帕河与南定河汇合处至南马河与南卡江汇合处，全长308.192公里。未定界位于今中华人民共和国云南省和缅甸联邦共和国掸邦之间，涉及现在中国沧源、澜沧、西盟、孟连四县与缅甸户板、迈莫、班歪、纳潘、迈芒、邦桑六镇区的国界。近代意义上的“边界”是建立在两国划界条约或相关国际条约基础之上的，中缅南段未定界问题在签订《续议滇缅界务、商务条款》后出现，由于条约本身的缺陷造成争论，两国实地勘界时对阿佤山区段的边界产生分歧，最终未能完成勘界竖桩，属于“位置性的边界争端”（Positional Boundary Disputes）。
1934年英国勘探队与佤族部落在阿佤山区爆发班洪事件，使得中英再次开启滇缅界务谈判。双方政府曾多次谈判并勘界试图解决边界问题，在1941年中国抗日战争需要援助之机，划定了“一九四一年线”（即1941年线，也称伊斯林线）。因日军在缅甸战事节节取胜，该段边界仍然未能实地勘划。中华人民共和国成立后，北京政府对“一九四一年线”提出异议，索求“一九四一年线”以西部分地区的主权。1956年，中国放弃了未定界中的领土诉求，做出实质性让步。1961年10月13日，中缅两国签订《中华人民共和国政府和缅甸联邦政府关于两国边界的议定书》，中国对晚清和民国时期的中缅边界条约基本予以承认，放弃猛卯三角地主权，换回“一九四一年线”以西的班老和班洪，中缅南段未定界问题最终得以解决。

## 历史背景

### 滇缅边界

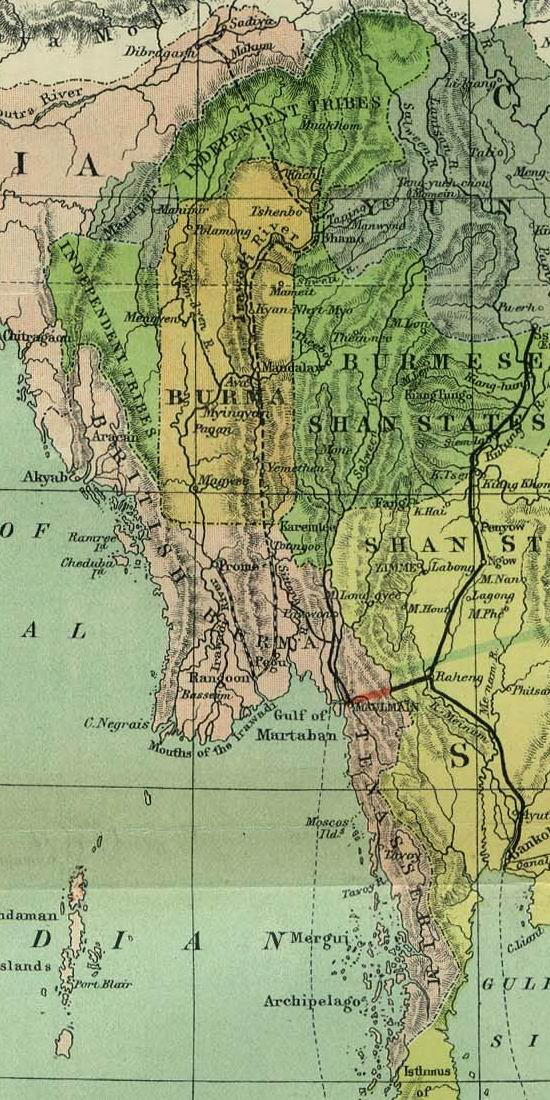
1885年的缅甸地图，画出了云南与缅甸大致的行政管辖范围界线

历史上，中国与周围藩属国之间仅存在一条传统的习惯边界线，主要是在长期的历史发展过程中形成的行政管辖所及范围界线，具体位置并不明确，早期也未曾签订边界条约。明万历二十二年（1594年）云南巡抚陈用宾在腾越厅一带设置了云南八关以控制关外诸土司、防缅内侵，明清交替之际中缅疆界也大致稳定在了云南八关一带。早期滇缅边界的界定仅是一些“点”和“面”，不存在真正意义的“国界线”。甚至在1954年中华人民共和国外交部编印的内部资料《中国缅甸边界历史简况》中提到，“缅甸原为中国属国，中缅本无界务可言”。此外，因元明清时期中缅之间时常爆发争夺边地土司的战争，中缅边界也具有相当的伸缩性与波动性。

### 中缅关系
明朝初期在缅甸境内及云南边境设立了南甸、木邦、缅甸、车里等土司府，后来缅甸东吁王朝势力强大，16世纪中期开始吞并周遭政权，使得掸族地区成为缅甸的附庸。至万历末年，明朝的三宣六慰中只剩车里一个宣慰司和南甸、干崖、陇川三个宣抚司未被吞并。缅甸的北侵也使得中缅边界南段属中国的耿马、孟定、孟连、车里等土司产生动摇，虽然明朝及之后的清朝又恢复了对这些地区的控制，但是向缅甸政权进献花马礼的封贡体系却遗留下来，后来在中英议界中，英方也曾以“车里、孟连曾经入贡缅甸”为由提出领土要求。乾隆朝清缅战争之后，中国朝廷一度恢复对木邦等土司的统治。乾隆五十五年（1790年），缅甸贡榜王朝波道帕耶遣使贺乾隆八十大寿，请求开关通商，为清朝藩国，定十年一贡。1793年，清朝正式承认木邦属于缅甸。

### 中侧边地
南明在磨盘山之战败北后，李定国率部抵达中缅边界一带寻找出走的永历帝，期间在班老创办茂隆银厂。乾隆八年（1744年），吴尚贤入主茂隆银厂，说服班老王蜂筑内附清廷，并向云南省政府纳课。清朝时期，阿佤山区分为孟定、耿马土司管辖的北部“葫芦地”和孟连土司管辖的南部“莽冷地”，乾隆朝后莽冷地各部落脱离孟连土司独自发展，形成了孟连土司与莽冷地之间的南锡河-南卡江界线。清朝后期，班洪成为“葫芦地”最有影响力的部落，1891年清廷封班洪部落王胡玉山为“世袭班洪总管土司”，管理上葫芦各部。1888年，清廷设置云南省镇边抚彝直隶厅，镇边厅地域广阔，西部辖区北至勐角董土司地（1891年划归镇边厅），南抵孟连土司地（1894年划归镇边厅），镇边厅的西部边界后来成为了中缅南段未定界。

### 缅侧边地
1885年8月第三次英缅战争后，英政府吞并了上缅甸，中英两国从此有了滇缅边界的领土纠纷。1886年5月，木邦土司钟文原曾到云南要求归附，清廷因担心英国以此为借口在边界生事端，未接纳钟文原，木邦遂转投英缅。同在1886年，阿佤山区的“下莽冷”投英。1890年，英国派出勘察队探查中缅交界区域民情，将上葫芦大部分地区划为英属缅甸势力范围，并曾引诱当地部分佤族头人投英。1891年，在木邦的说服下，果敢投降英缅。

## 中英议界

### 1886年条约
英国吞并缅甸之初，中国驻英公使曾纪泽曾与英国外交部达成协议，潞江以东之地归中国所有。随后曾纪泽卸任回国，仅与英外交部互书节略存卷，未缔结成条约或协定，该交涉结论尚未定局，因而后来的《缅甸条约》中没有载入这一事项。1886年7月24日，庆密亲王奕劻与英国外交官尼古拉斯·罗德里克·欧格纳在北京签订《缅甸条约》，清廷承认了英国在缅甸的权利，并对边界做出了规定“中、缅边界应由中、英两国派员会同勘定，其边界通商事宜亦应另立章程”，当中没有明确的界线协议。自此开始中缅边界始见于国际章约。1885年英国取得殖民战争的胜利后，用了数年时间镇压上缅甸、中缅边境、掸邦各地以及印缅边境的起义暴动；签订《缅甸条约》后，清政府在西南的事务侧重于勘划中法滇越、桂越边界，因此中英联合会勘中缅边界的条款一直未能付诸实质。

### 1894年条约
1890年薛福成出任驻英公使后，才提起清政府对中缅边界问题的重视，再次开启谈判。由于时隔数年，曾纪泽与英外务部达成协议的潞江以东掸人之地多已被暹罗占据，考虑到即使归属中国也难以有效控制，因此薛福成不再将潞江以东之地放为滇缅界务谈判的重心，转而索求伊洛瓦底江上游的“瓯脱之地”。1894年3月1日，英、法、意、比四国钦差大臣薛福成与英国外交大臣罗斯伯里在伦敦签署了《续议滇缅界务、商务条款》，中国方面在中缅界务北段作了较大让步，作为交换英国在中缅界务南段方面有所收敛，撤销了一度对车里司、孟连司、镇边厅等地提出的领土要求。1894年签订的条约规定，在南段边界中国拥有车里、孟定以及科干（果敢）的主权。《续议条款》的第三条涉及阿佤山区的中缅边界，但条约含混，仅指出了边界的大致走向，且有诸多的矛盾。例如条约中边界经纬点与界山及界河位置的矛盾，三个经纬点全在中国境内、山名与实际位置的矛盾、自然界线与政区界线的矛盾等，导致勘界难于落实。
|                                                                    | 自北纬二十三度四十一分起，边界线循萨尔温江至工隆北首之边界，即循此工隆边界向东，留出工隆全地及工隆渡归英国，科干归中国。由此循英国所属之琐麦与中国所属之孟定分界处之江而行。仍随此两地土人所熟识之界线，至界线离此江登山处；以萨尔温江及湄江（即澜沧江）之支江水分流处为界线，约自格林尼址东经九十九度，北京西经十七度三十分，北纬二十三度二十分，约至格林尼址东经九十九度四十分，北京西经十六度五十分，北纬二十三度，将耿马、猛董、猛角归中国。在格林尼址东经九十九度四十分，北京西经十六度五十分，北纬二十三度处边界线，即上一高山岭，此山名公明山。循山岭向南而行，约至格林尼址东经九十九度三十分，北京西经十七度，北纬二十二度三十分，以镇边厅地方归中国。然后其线由山之西斜坡而下，至南卡江，即顺南卡江而行，约过纬度十分之路，以孟连归中国，孟仑归英国…… |
| ——薛福成, 阿奇博尔德·普里姆罗斯，《续议滇缅界务、商务条款》 第三条 | |

### 1897年条约
中日甲午战争后，在法国“干涉还辽”有功的要求下，清廷将湄江以东的勐乌、乌得划归法国。英国以此认为中国违反《续议滇缅界务、商务条款》第五条之规定，单方面宣布废止《续议滇缅界务、商务条款》。1897年，李鸿章与英国驻大清国公使窦纳乐签订了《续议缅甸条约附款》，中缅南段界略有变动，科干再次划归英国，然而并未修正前序条约关于阿佤山区中缅边界的错误。1894与1897年的两个条约划定了北纬25度35分尖高山以南的中缅边界走向，但是由于阿佤山区段条约文本内容上的缺陷，勘界时发生纠葛而久悬不决，形成“中缅南段未定界”。

## 中英第一次勘界

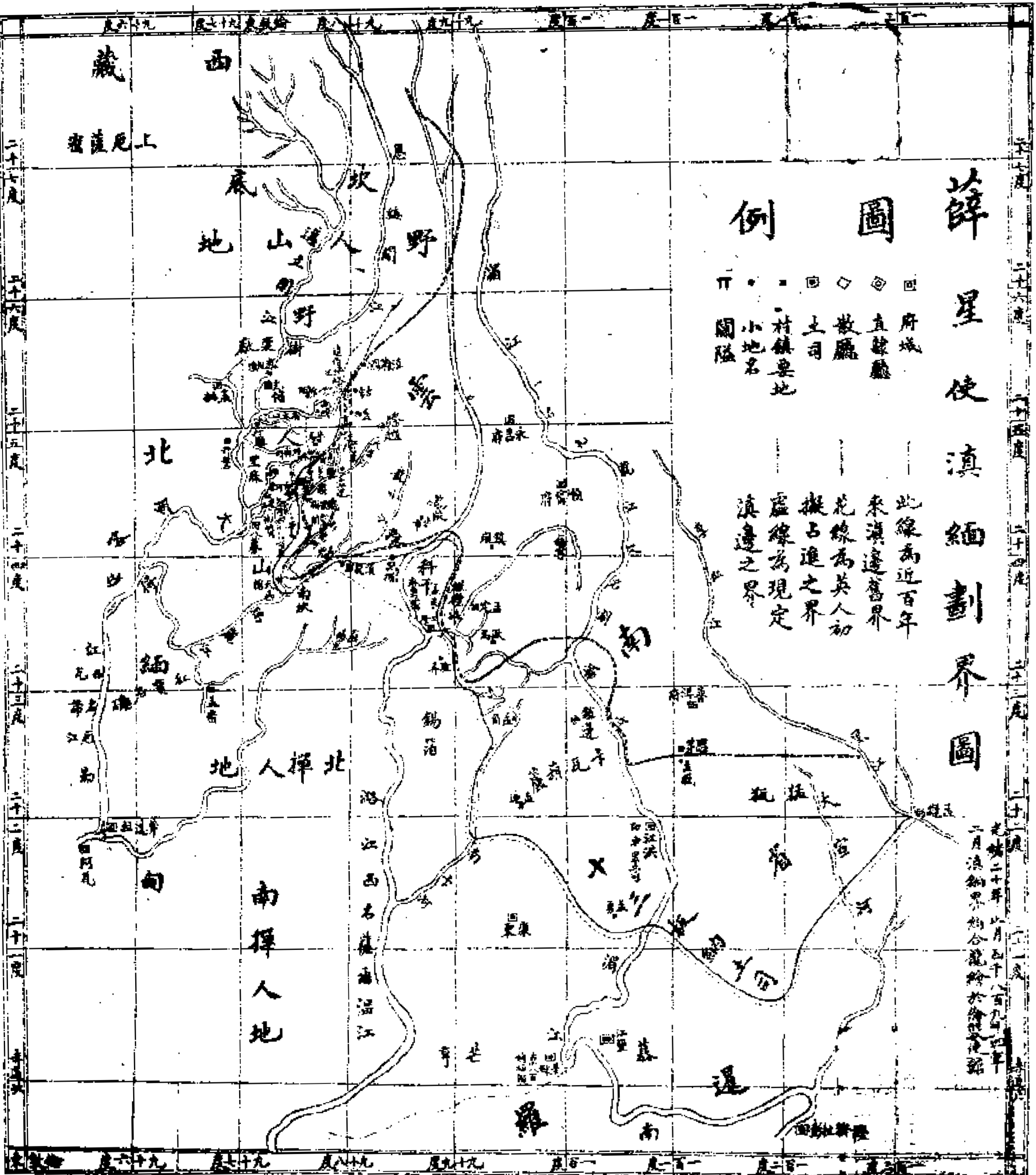
薛福成所纂《滇缅划界图说》中的滇缅边界地图

1897至1899年间，清政府先后三次派员与英方会勘滇缅边界，南帕河与南定河汇合处至南马河与南卡江汇合处的阿佤山区段因情况未查明，没有堪划。1898年，英方派遣詹姆斯·乔治·斯科特进入澜沧、西盟调查，自行划定了一条红线，即“斯科特自划线”（也作“司格德线”），将公明山、班洪、班老、勐董、大蛮海、西盟等整个南卡江划归英国。
1899年，中方委任迆南道陈灿和临元镇台（总兵）刘万胜为勘界委员，率队于同年12月1日抵达户板，与英方委员斯科特堪办阿佤山区的滇缅边界段。首先中方以先前薛福成的中文草图为据画一条黄线（即刘陈线），请照划界；英方不允，另作一红线（即斯科特线）。双方对边界走向产生分歧，但仍议定上葫芦归中国，下葫芦属英国。实地勘查时，曾在南帕河与南定河交汇处垒石三堆作界桩标记。1900年2月9日，英方勘界委员烈敦在勐董赶集，强拿售卖的黄果，并打死索要货款的卖主，被周围佤族及傣族围殴，致一名英方卫兵死亡，是为“黄果事件”。这也使得英方勘界委员在红线的基础上做出让步，另画一条绿线；中方做出相应让步，以蓝线标绘。勘界至勐马时，斯科特推翻先前让步的绿线，要求仍以红线划界。为了使勘界得以继续，清政府外务部拟最后一让步线，以紫线标绘。英方亦未采纳紫线的提案，中英第一次勘界以拟画“五色线”而告停。
义和团运动爆发后，中缅边界问题被搁置。1904年3月28日，英政府照会清外务部，指责刘、陈使用的汉文界图为谬误之图，否定中方所拟定的三条边界线，要求以斯科特所作的红线为界，中方予以辩驳“图约所载，只具大略”，并要求再度会堪边界。1906年12月27日，清廷照会英国驻大清国公使朱尔典，声明中方最初所作的黄色线为较切合之线，英方未复照会。此后，清朝在1911年辛亥革命中覆灭，随后的北洋政府在1916年袁世凯病逝后陷入军阀混战的混乱时期；护国战争后云南地方也经历了唐继尧、顾品珍、胡若愚等滇系军阀的政争时期，直到1928年国民政府统一、龙云出任云南省主席前，中国方面无论是中央还是云南地方都无暇顾及滇缅界务，滇缅南段边界问题也没有任何实质性变化。

## 班洪事件

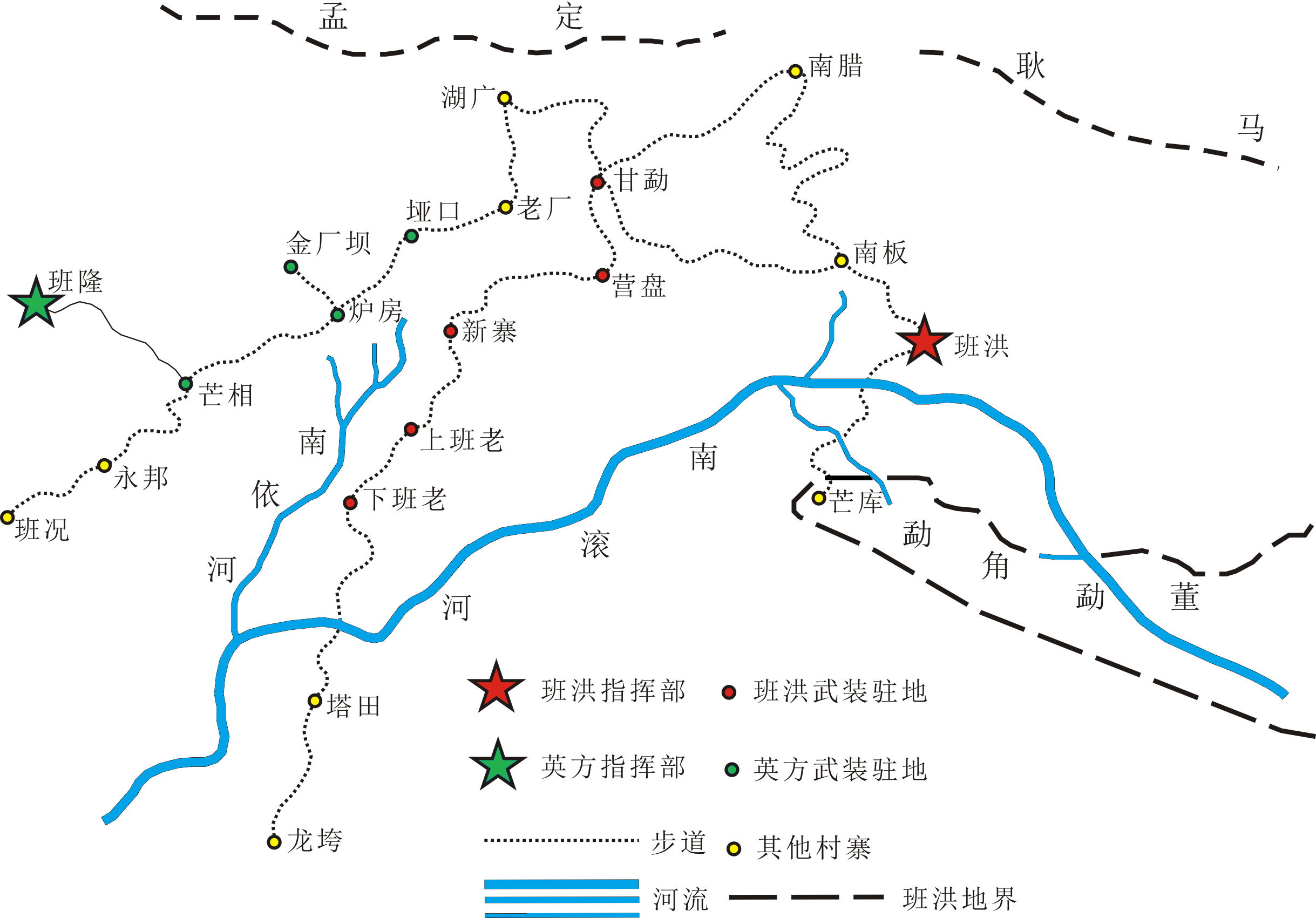
班洪抗英地势略图

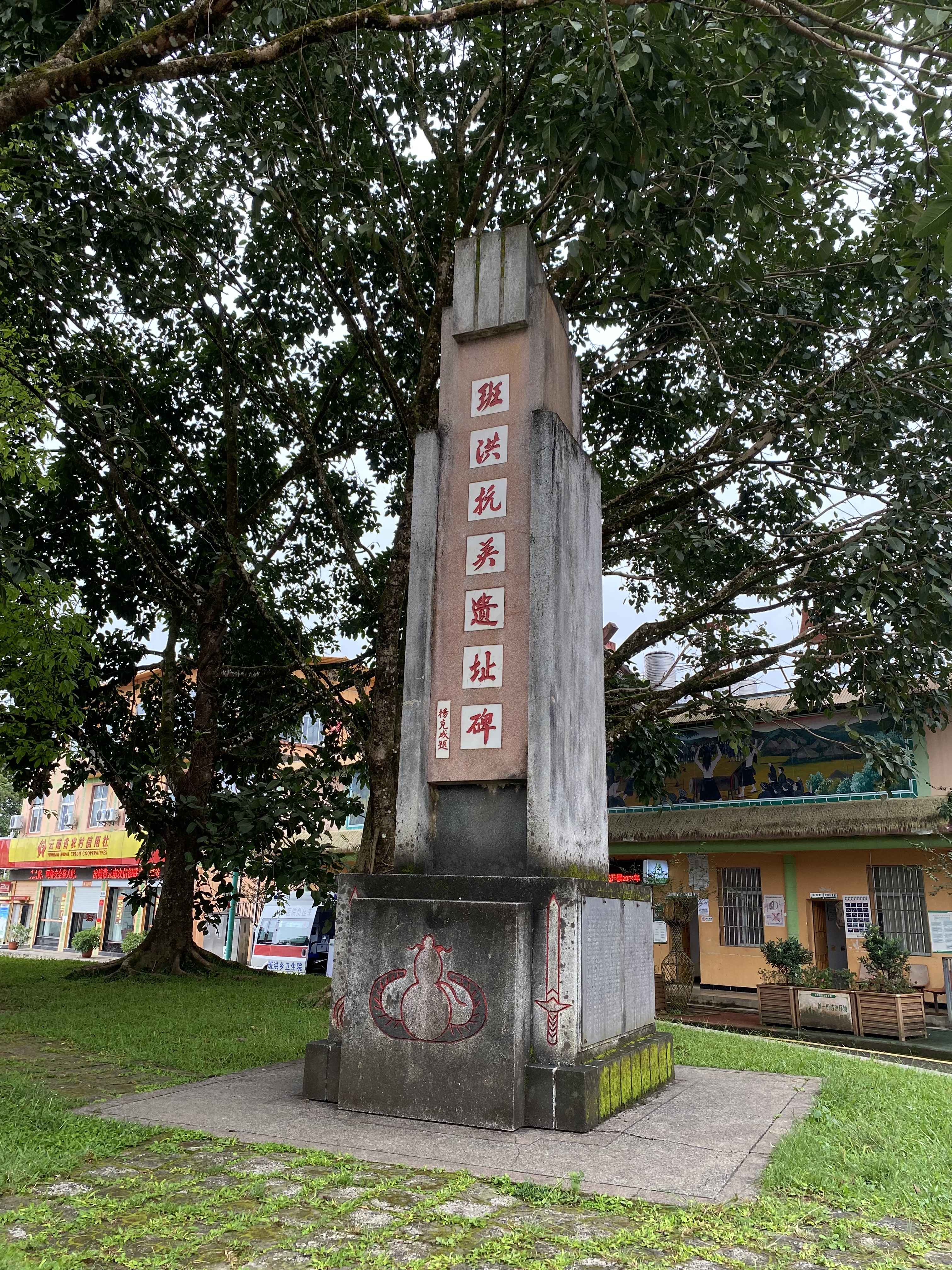
班洪抗英遗址碑

### 背景
1929年，云南省政府农矿厅长缪云台委托美国工程师卓柏（Draper）到班洪一带勘察矿务，在炉房发现铅银矿。1933年2月，富滇银行派李景森前往班洪调查矿务，李自作主张与各王签订了开发炉房银矿的合同。同年3月，英方与班弄马美廷、永邦小麻哈、户板宋钟福签订合办炉房银矿的章约。1933年5月，云南昆华民众教育馆馆长陈玉科编写了《云南边地问题研究》一书，当中记载了李景森的《班洪炉房银厂开发计划》，然而该文并未引起兼任富滇银行行长缪云台的重视，英国驻昆明总领事馆却高度关注此事。

### 经过
1933年10月27日，缅甸公司（Burma Corporation Limited）向英缅政府提出申请，希望派出小股军警保护矿业工程师前往阿佤山以西地区勘察矿产。由于矿地位于第一次勘界中国政府主张的刘陈线以西地区，英政府很快批准了申请，同时要求勘察队所有行动不能越过刘陈线以东，如需在刘陈线以东勘察则必须在行动前向印度事务部请示。1934年1月20日，共250人的英方勘察队从户板开出，于1月24日抵达炉房，其后又有一批英方人员进入炉房地区，英方兵力达到1,000多人。2月8日开始，班洪诸部落与英方及支持英方的永邦等部爆发冲突，班老部落被英军攻破烧毁，班洪得到了来自云南第二殖边督办、镇康县、勐角董土司、昆明民间团体等政权及组织的物质援助。5月15日，由龙云与杨益谦谋划、景谷县盐商李占贤自费组建的“云南西南边防民众义勇军”成立，共1,400人，义勇军于24日抵达班洪边界，29日开始反击英军，攻下炉房银矿。英军处于不利地位，遂向国民政府提出交涉，战争被转入外交途径解决，中国将事件交给国际联盟裁定。

### 收尾
中方对于炉房与刘陈线的相对位置和英方看法不一致，英方用刘、陈二人的地图，表明自己并未入侵中国边界，佤族与义勇军的反击已侵入英国领土；中方则从文字“以帕唱山东班洪所管之永邦等寨归中”出发，认定英方已侵入刘陈线以东地区，然而中方内部对炉房的确切位置依然含糊不清。在班洪王与云南地方政府看来，历史上炉房与中国关系密切，班洪、永邦等部落从未臣属于缅甸，英军进占炉房是入侵行为。滇缅未定界测量员王玺曾在1934年底向前往调查班洪边界实况的国防设计委员会代表张凤歧私下里表示，炉房恰在南段未定界中方所主张的刘陈线的“骑线”上。班洪事件爆发时，正值国民政府内部政治斗争时期，边疆各地动荡，不愿扩大中英之间的矛盾，遂命令西南边防民众义勇军撤退并解散，要求中英两国再次联合勘界，重新划定中缅未定界，以避免边界冲突再次发生。英缅政府的计划原本是在尽可能避免冲突的情况下探测炉房矿产的开采价值，结果双方爆发军事冲突，矿产的勘查结果并不理想，英方也同意趁此解决未定界问题。

## 中英第二次勘界

### 筹备工作
|          | 中方   | 中方   | 中立委员 | 英方   | 英方   |
| -------- | ------ | ------ | -------- | ------ | ------ |
| 第一届   | 第二届 | 第一届 | 中立委员 | 第二届 |        |
| 首席委员 | 梁宇皋 | 梁宇皋 | 伊斯林   | 克莱规 | 克莱规 |
| 助理委员 | 尹明德 | 张祖荫 |          | 革思乐 | 陶乐尔 |
| 秘书主任 | 李丽莹 | 汤承佑 | 普莱特   | 陶乐尔 | 克莱   |

经过多次交涉，1935年4月9日，中英双方互换照会，同意谈判解决中缅南段未定界问题，在刘陈线和斯科特线之间彼此不干预地方行政事宜。决定组织“中英滇缅南段未定界会勘委员会”，其中的中立委员会由国际联盟指派人员组成，双方派出了共千余名警卫兵力，以防地方佤族的扰乱。《中英会勘滇缅南段界务委员会任务大纲》中列出的勘委会主要职责包括：
1. 首项职责：应将1897年条约第三条，第三、第四节中与未定界有关部分所规定之界线[注 10]，实地查明，并绘于地图上。
2. 第二职责：如发生彼等认为基于互让，对于约定界线应作局部修改之各项问题，如原约第六条[注 11][90]所指明者。委员会应根据彼等实际视察之情形，报告各关系政府留待考量。[91][92]

### 具体经过
1935年12月1日，勘委会双方人员及中立委员在户算会合，着手勘界。到4月8日因雨季来临瘴病肆虐，在怕米魏暂停会勘。期间共开会67次，询问英方证人12名、中方证人22名。1936年11月，因大蛮海头人拒绝中方勘界人员通过该部测绘其以西各地，中方宣慰遭拒即与大蛮海部爆发冲突，大蛮海投降并同意归附中国，部落头人作为中方证人出席了后来的勘界会议。此事在1937年4月被曝光，中立委员伊斯林因而认定大蛮海历史上不受中国管理。
1936年12月31日，勘委会再会于怕米魏，主要委员有所变更。1937年4月24日，勘委会在双龙闭会，宣布会勘结果。期间共开会49次，询问中方证人26名，英方无证人。澜沧县西盟区在此期间曾组织一万多人抬着国旗与标语前往勘委会驻地勐梭向英方示威。
会勘中，英方注重“首要任务”，实勘近似于“斯科特线”的“条约线”；中方则注重“第二任务”，力争政治、地理名称的归属，争取“修改线”。勘委会以1897年条约规定的三个经纬点（同1894年条约）为分界，分为四部分勘划。南定河北岸至经纬点A段，中立委员支持中方意见，使条约线向萨尔温江方向突出。经纬点A至B段，因自然界线“具有良好边界性质”，中立委员裁定自然界线是该段的主要划界依据，条约所述的政区归属仅作说明（1897年条约对该部分边界的地理界线与政区界线描述有矛盾），赞同了英方“天然线即为条约线”的解释，拟定了一条对英方极有利的条约线，该线整体上与斯科特线非常接近。经纬点B至C段，中立委员支持英方观点，条约线自B点沿山脉向南直至C点，与斯科特线大致吻合。经纬点C至南卡江段，中立委员支持中方意见，界线由C点向南沿南养河至南卡江。

### 勘界结果
然而会勘仅确定了南段未定界的部分“条约线”，基本上是对中英方意见的折中，对于南段未定界跨过的骑线政区和部落（班洪、猛董、猛角等），没有给出双方皆妥的划线方案。勘委会最终认为，根据条约规定的内容能划出两条界线，并且难以修改使之成为一条界线。此次勘界行动推翻了1899年第一次勘界作为界桩标志的三堆垒石，将户板、户算、班个1,250平方华里、班洪西部750平方华里、勐角董土司以西1,500平方华里、募乃800平方华里、西盟、黎梭、新厂、勐梭7,500平方华里、冷坎八万2,000平方华里区域无条件划归中国。然而边界争议依然存在，班老管辖的炉房等村寨900平方华里、勐董以南公明山区绍兴、绍帕、塔田、完冷、大蛮海等部落7,500平方华里区域仍为归属未定区。随着日本在侵华战争中节节取胜，1937年11月19日，中国国民政府举行国防最高会议决定迁都重庆，英国鉴于中国国内形势，暂停了中缅南段未定界的谈判。

### 地方部落的立场

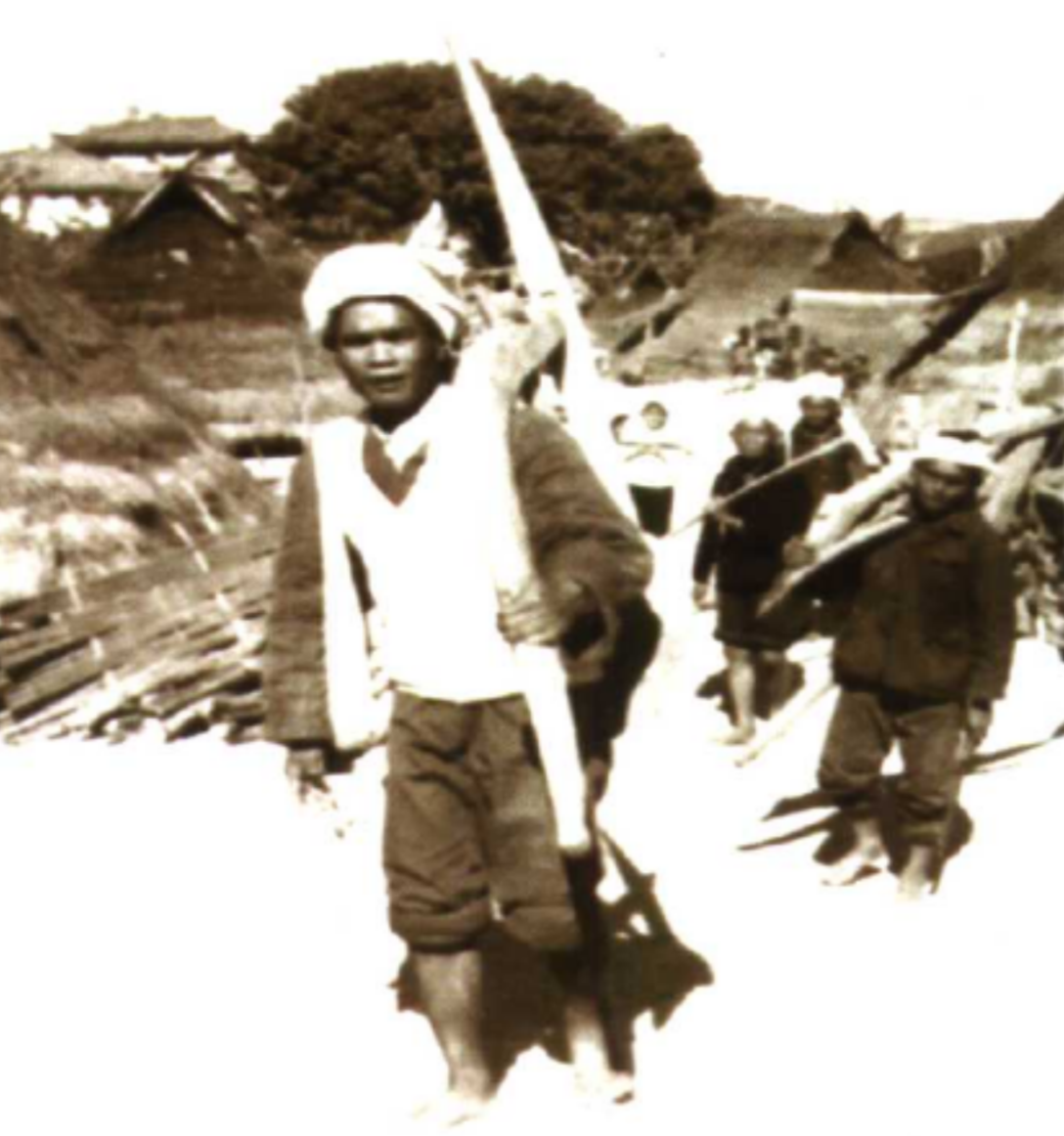
班老部落末代头人保洪忠，其父保卫国在勘界中作为中方证人出席了南大勘界会议，保洪忠本人也在50年代支持中国的边界谈判活动

班洪、班老等部落头人在勘界中立场倾向于中国，班老王后裔达监向勘界委员会展示其先祖蜂筑与吴尚贤开办茂隆银厂时的木刻信物，证明滚弄江以北属中国领土。1936年1月25日，胡玉堂与保卫国在公明山与卡瓦山17部落王子剽牛誓盟，发表《卡瓦十七王敬告祖国同胞书》和《致中英勘界委员会主席伊斯兰先生的公开信》，向中立委员会表明自己对边界“坚持以民族自决”的立场，并要求以怒江为界。
班洪等部选择亲华抗英的原因，中国主流说法归因于地方佤族的爱国主义精神、民族意识和民族团结。而据云南大学学者陈力研究，地方部落亲华的主要原因是受到地缘政治现实决定的，富滇银行李景森在1933年与班洪各王已经签订了开发炉房银矿的合同；而英方插手班洪部落内部权力斗争，大力扶植与班洪王不和的班洪幼王，无意笼络班洪现政权，倾向于另立傀儡政权。在与英国为敌的情况下，中国是班洪王能够引借的救援。班洪王亲华抗英，实际是出于对政治现实和个人进退所作的选择，并非班洪当地真实民意或爱国精神所为。

## 一九四一年线

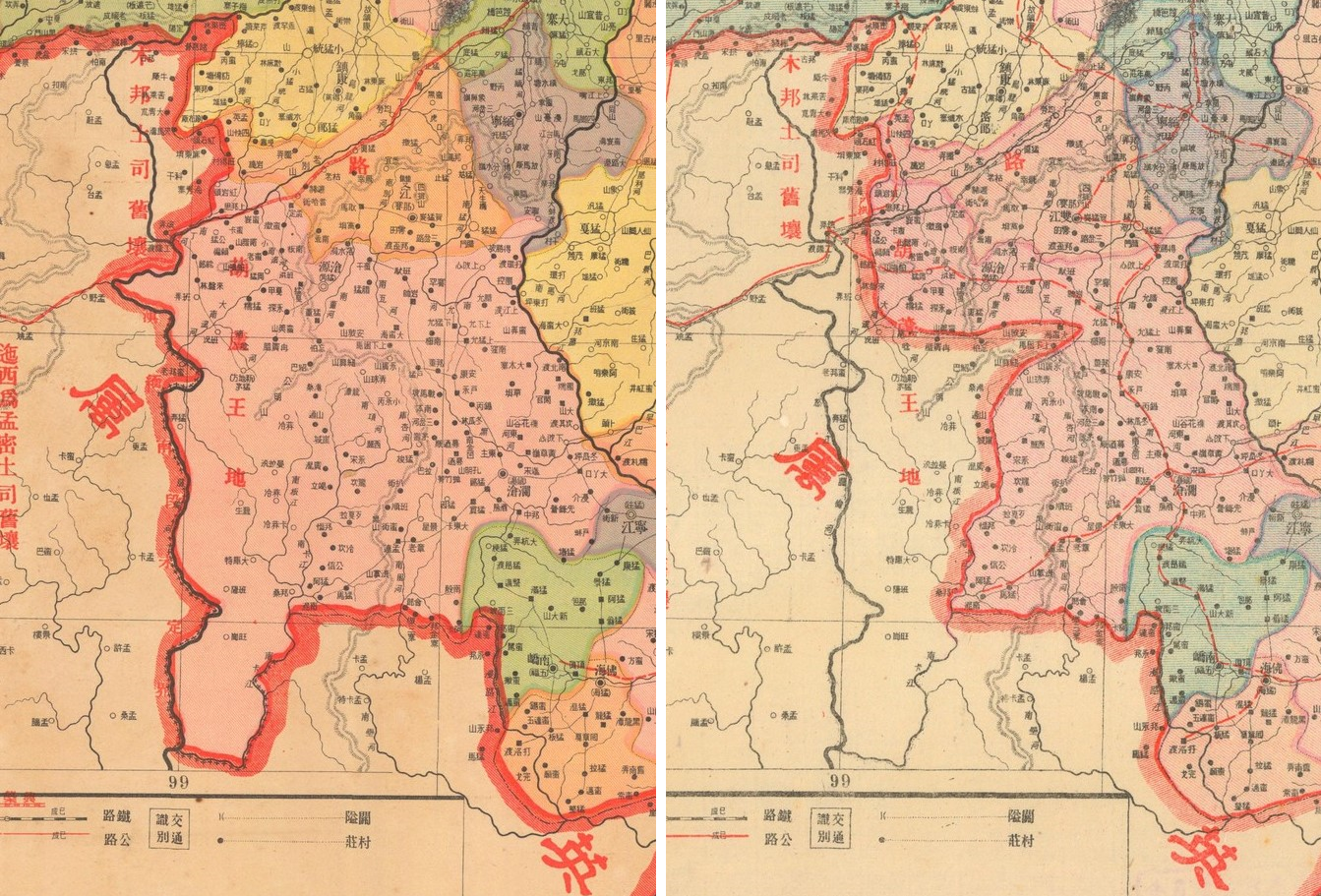
亚新地学社出版的《云南省明细地图》局部葫芦王地放大图，左幅出版于1939年（葫芦王地国界标示“未定国界”），右幅出版于划定“一九四一年线”后的1943年（葫芦王地国界标示“已定国界”），对比能看出明显的不同。左图将“中缅南段未定界”延伸到了萨尔温江，原中共中央文献研究室研究员廖心文指出，实际上地图并不是根据统治范围或交涉范围绘制，仅仅是将地图上的未定边界推出，没有任何交涉和行动。

### 滇缅铁路
滇缅铁路的修建计划早在19世纪30年代即被英驻印军官斯普莱提出，20世纪初英国加快了滇缅铁路的修建计划，曼德勒—臘戍鐵路在1903年从曼德勒延伸到腊戌。抗日战争导致中国物资短缺，国民政府决定修筑滇缅铁路。1938年9月在昆明成立滇缅铁路工程局，决定以祥云为中间站，分东西两段同时施工，最终接通缅甸腊戌的铁路，计划在1942年通车。由于滇缅铁路的选址将穿过或非常接近中缅边界南段争议区，英方希望能先行解决中缅未定界问题。英方以滇缅铁路为条件，要求中方在中缅南段未定界做出让步，滇缅铁路工程局局长杜镇远提议，在南定河北岸为铁路施工服务修建一条绕开争议区的公路，随即遭到英国强烈反对。经过多次商议和谈判，中国同意作出进一步让步。1940年7月17日，英国宣布封闭滇缅公路三个月，再次给中方施加压力。1940年9月日军进驻印度支那北部，9月27日德意日三国同盟条约正式签字，美国也加大了对中国抗战的援助，在国际形势下，英国对滇缅铁路的态度也更加积极。1941年2月17日，英国驻华大使卡尔致函中国政府，明确表明了英方在滇缅铁路问题上的态度及条件。

### 划定“一九四一年线”
1941年6月18日，国民政府外交部长王宠惠与英国驻华大使卡尔在重庆正式换文（常称“滇缅南段界务换文”），划定“一九四一年线”，基本按照1937年勘界委员会确定的条约线为基础划定。南段大部分仍依原孟连土司与“莽冷地”之间的南卡江为界，北段却将归属未定区南大、炉房、班老、永邦等地以及明确归属中国的户板、户算、班个1,250平方华里区域划归英国，自此阿佤山区72%的地区归属缅甸，班洪部落辖区分属两国，班老头人因而迁居班洪中国一侧抗议班老划缅。此外，中国争取到了投资炉房山脊东侧3到6英里范围内任何英方矿业公司不超过49%资本的权利。仅仅在换文后的8月份，国民政府就曾尝试重新开启边界谈判，随着太平洋战争的爆发也不得不作罢。1941年10月，滇缅铁路全面复工修筑，1942年3月日军攻占仰光，年中进犯阿佤山区，树立界桩工作始终未能进行，国民政府所期望修筑的滇缅铁路也因此停工。最终“一九四一年线”并未实地勘画，事实上仍然作为未定界线被拖延下来。
对于“一九四一年线”划定的原因，以罗之基、张振鹍等为代表的学者提出的传统观点认为，1940年7月英方宣布封闭滇缅公路给国民政府造成压力，迫使国民政府换文划定“一九四一年线”。而朱昭华提出了新锐的观点，自1940年10月重开滇缅公路后，几乎不存在再次关闭的可能，因此国民政府做出让步的真正原因是滇缅铁路问题。

## 中缅议界

### 谈判背景

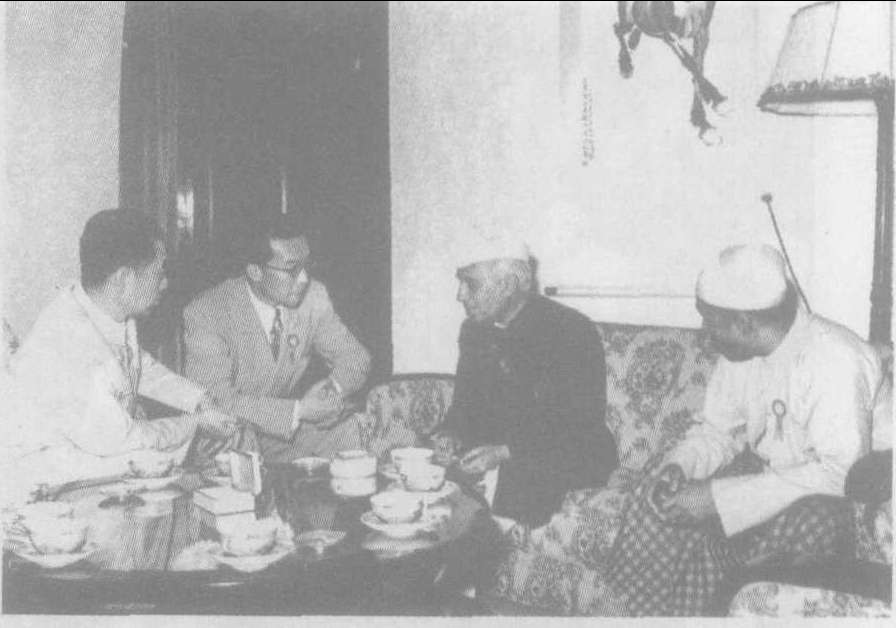
1955年4月周恩来、尼赫鲁与吴努在万隆会议期间交谈，“和平共处五项原则”在该次国际会议上被推广

1948年1月4日，缅甸宣布独立成为缅甸联邦，继承了英殖民政府与中国尚未解决的边界问题；1949年10月1日，毛泽东在北京宣布成立中华人民共和国，两国于1950年6月8日正式建交。中华人民共和国成立之初对待边界的政策是暂时维持边界现状，待条件成熟再行解决。中华人民共和国最高领导人毛泽东提出了“一边倒”、“另起炉灶”和“打扫干净屋子再请客”三大外交方针，实际上按照《中国人民政治协商会议共同纲领》第五十五条的规定，原国民政府签订的一切条约和协定都应由中央人民政府加以评判决定承认、修改、重审亦或废除。中方最初并不承认“一九四一年线”的合法性。
1954年6月29日，在缅甸访问的中华人民共和国总理周恩来与缅甸总理吴努于仰光举行第二次双边会谈，吴努首先提出解决边界问题，双方发表《中缅两国总理联合声明》，宣布以“和平共处五项原则”作为指导两国关系的基本准则，解决中缅边界问题。因缺乏准备工作，周恩来未对边界问题明确表态，《联合声明》中也没有涉及到具体的边界问题。12月12日，中缅发表关于通过正常外交途径解决边界问题的联合声明。

### 黄果园事件
1950年初，在滇南战役中失利的中华民国国军由將領李弥率部退入“一九四一年线”西侧；1952年，中国人民解放军为防止国军袭扰，约5,000至10,000兵力的部队进入了缅方境内并驻扎下来，时值缅甸内战无暇顾及阿佤山区。1955年11月20日，缅军向“一九四一年线”推进时遭遇中国军队，双方发生冲突，是为“黄果园事件”，一度在缅甸国内引起反华浪潮。国际社会出现“中国侵缅”的舆论，美国甚至支持东南亚条约组织成员国进行军演予以回应。黄果园事件的发生及后来“蘇聯入侵匈牙利”，也使得缅甸政府对中国奉行“和平共处五项原则”的诚意愈加怀疑，缅方一度担心中国会上演东南亚版的“波匈事件”。

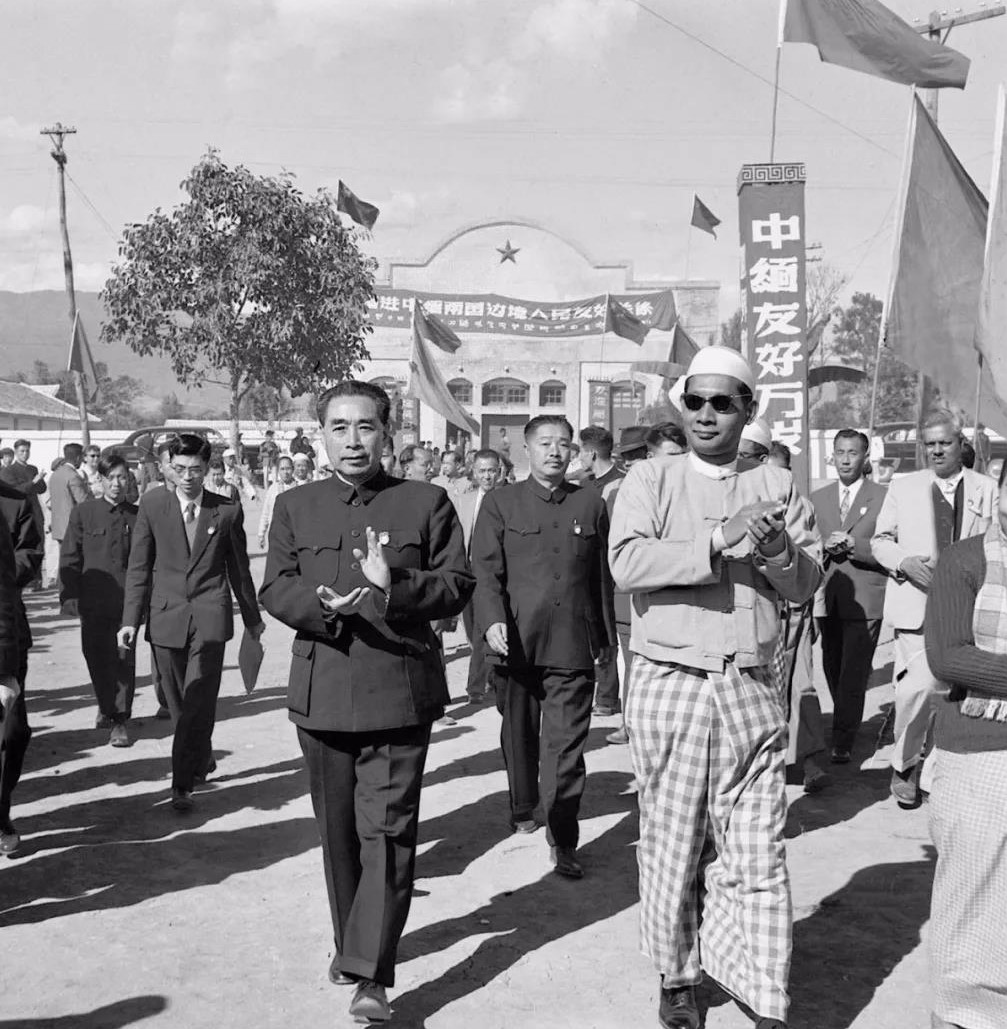
1956年12月，为了缓和边界氛围，中缅联合在芒市举行边民联欢大会，图为两国总理周恩来与巴瑞 (1915年)步入会场

冲突发生后，中缅政府多次互换照会，缅方希望中国承认“一九四一年线”并将军队撤回国内。1956年3月，中国中央初步决定可以从双方军队的当前驻地分别后撤相同的距离，后遭到中国驻缅使馆、云南地方政府及当地佤族部落的反对。5月20日，周恩来致信吴努，表示“一九四一年线”是国民政府与英政府划分的边界线，“中华人民共和国政府同意这一条边界线是有困难的”，希望暂时维持现状。8月，缅方向中国提出，中国军队撤出“一九四一年线”以西是双方边界谈判的基础，并坚持“南段的边界已定”的观点。8月27日，周恩来会见完缅驻华大使吴拉茂后，与中国官员研究决定接受“一九四一年线”并撤军，同时要求缅方也从中缅北段未定界的片马等争议区撤军。
10月22日吴努访华，与周恩来会谈后发表公报称，从11月底起中国军队将撤出“一九四一年线”以西地区，缅方也将撤出北段未定界的片马、岗房、古浪，缅方亦同意在解决边界问题前军队不进驻南段的争议区，但政府工作人员可以进入。10月31日，中共中央向中共云南省委发出了《关于中缅边界问题的指示》，对于中缅未定界按照国际法的一般原则处理。双方在11月底开始撤军，最后的中方军队在12月12日确保缅方已于北段未定界撤兵后，退回“一九四一年线”以东。中方在南段未定界撤出地区的面积为1,300平方千米，覆盖人口7万。
中缅双方达成撤军的共识，标志中国接受了“一九四一年线”。1956年9月17日，美国驻仰光使馆向美国国务卿发出的机密电报认为，中国军队进驻佤邦是“精心策划”的行动，目的是以撤军为筹码，换取缅甸在克钦邦作出领土让步。中国方面，许多政协委员认为“一九四一年线”是英帝国主义强加给中国的，并对中方承认该线提出疑问，周恩来从法理角度代表中央作出了回答：
|          | 如果否定“1941年线”，就要修改条约，或者重新废弃这个条约，这就会使人家感觉历史上所有划界的条约都可以改变。“1941年线”是乘人之危的不公道条约，但那是已经签订的边境条约。两国对这个地方都不曾直接统治，按照现在的办法解决比否定了重新划要好得多，两害相权取其轻。对“1941年线”，我们提出在承认的基础上进行调整，而不是予以否定，这是符合国际惯例的。 |
| ——周恩来 | |

### 谈判阶段
1956年中国放弃在未定界中的领土诉求后，中缅关系得到改善。1957年2月4日，吴巴瑞致函周恩来，表示由于缅甸国内的压力，希望中国政府能够承认“一九四一年线”，猛卯三角地也无条件交由缅甸支配。1957年3月底，周恩来与吴努于昆明的会谈上表示：考虑到有一条对缅甸很重要的公路通过勐卯三角地区，中国政府不准备收回它，而希望以此交换“一九四一年线”划归缅甸的班洪和班老两个部落的辖区。
|                                                         | ……尽管中国政府不同意“一九四一年线”，但考虑到中缅两国之间现存的友好关系，中国政府除要求对这条线作某些调整以外，同意在佧佤地区基本上按照这条线定界。中国政府所要求的调整是把一直同中国关系密切的班洪部落和班老部落在“一九四一年线”以西的辖区划归中国……如果缅甸政府同意中国政府的调整建议，中国政府愿意把属于中国方面在一八九七年永租给英国管辖的勐卯三角地区，永久的移交给缅甸联邦，成为缅甸联邦领土的一部分。 |
| ——周恩来于1957年7月26日对吴巴瑞2月4日来信作出的正式答复 | |

1958年4月，驻华大使吴拉茂转交缅方意见，缅甸政府难于接受中国提出的班洪、班老换取勐卯三角地建议，并要求中国政府同意由缅甸继续保持对勐卯三角地的永租关系，中方再次拒绝。1958年下半年，由于缅甸国内局势动荡，边界谈判暂停。自1956年底双方就边界问题达成原则性一致后，至1958年暂停，边界谈判未取得重大突破与进展。
1959年6月4日，缅甸新总理奈温向中国提出新的边界方案，用班洪、班老地区62平方英里土地交换勐卯三角地，除此二地外两国接受“1941年线”，并要求中方放弃1941年换文协议中参与经营炉房矿业的权利。这是缅甸方面第一次确认同意以勐卯三角地交换班洪和班老地区。1959年8月和10月，中国与印度在中印边界争议区发生朗久事件和空喀山口事件两次武装冲突，导致中国的国际声望下降，中国认为应尽快与邻国解决边界问题以消除他们的忧虑；缅甸则受到中印事件的影响一度对解决中缅边界持消极态度，并希望中国做出更大的让步。

### 签订条约

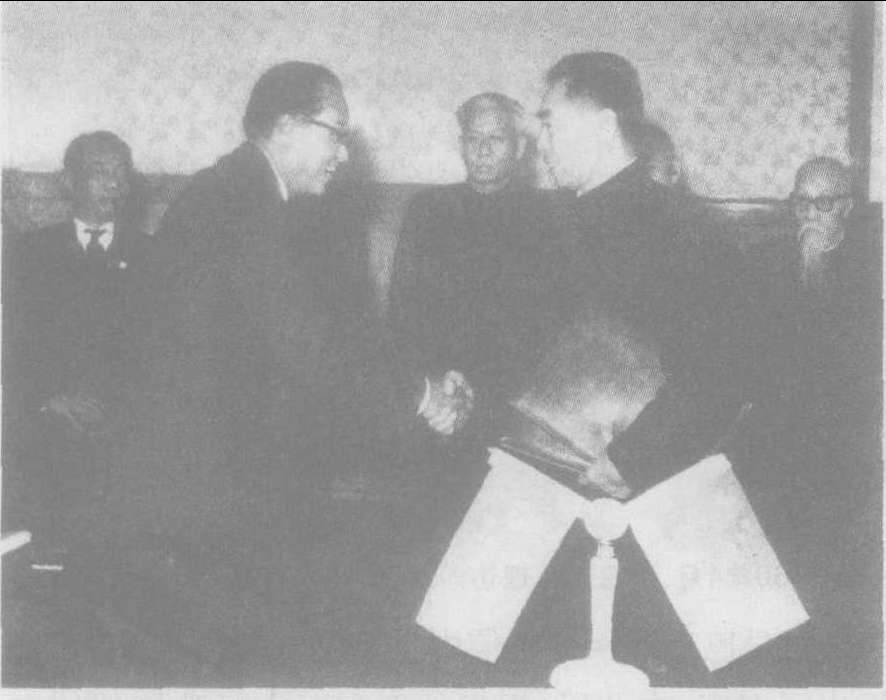
周恩来与奈温在《边界问题协定》和《互不侵犯条约》签字仪式中握手

1960年1月25日，奈温访华并与周恩来举行会谈。1月28日双方签订《中华人民共和国政府和缅甸联邦政府关于两国边界问题的协定》和《中华人民共和国和缅甸联邦之间的友好和互不侵犯条约》，同意立即成立联合委员会，商议解决协议中所列的问题，进行边界勘察和树立界桩以及起草边界条约等工作。《协定》的第二条第三和第四款、第三条涉及中缅边界南段未定界问题：
|                                                                            | （第二条） 三、为了废除缅甸对南碗河和瑞丽江汇合处的、属于中国的猛卯三角地区（即南碗指定区）所保持的“永租”关系，中国政府同意把这个地区移交给缅甸，成为缅甸联邦领土的一部分。作为交换，缅甸政府同意，把班洪部落和班老部落在1941年6月18日中英两国政府换文划定的、从南定河和南帕河汇合处到南段已定界第一号界桩为止的边界线以西的辖区划归中国，成为中国领土的一部分。至于划归中国的这些地区的面积，中国政府和缅甸政府分别在1957年7月26日和1959年6月4日提出了用地图标明的建议。两国政府的建议中互相一致的地区，肯定划归中国。两国政府的建议中关于班洪部落的辖区有出入的地区，由联合委员会派出双方同等人数的人员组成的小组实地查明该地区是否属于班洪部落管辖，以便确定该地区是否移交中国。划归中国的班洪部落和班老部落辖区的面积这样确定以后，联合委员会将派出由双方同等人数的人员组成的联合勘察队，实地勘察这一段边界线的具体位置，并且树立界桩。 四、从南定河和南帕河汇合处到南段已定界第一号界桩为止的一段边界，除本条第三款所规定的调整以外，按照1941年6月18日中英两国政府的换文定界。联合委员会将派出由双方同等人数的人员组成的联合勘察队，沿着这一段边界线进行定界、标界和树立界桩的工作。 （第三条） ……中国政府根据一贯反对外国特权和尊重其他国家主权的政策，声明放弃1941年6月18日中英两国政府换文所规定的、中国参加经营缅甸炉房矿产企业的权利。 |
| ——周恩来, 奈温，《中华人民共和国政府和缅甸联邦政府关于两国边界问题的协定》 | |

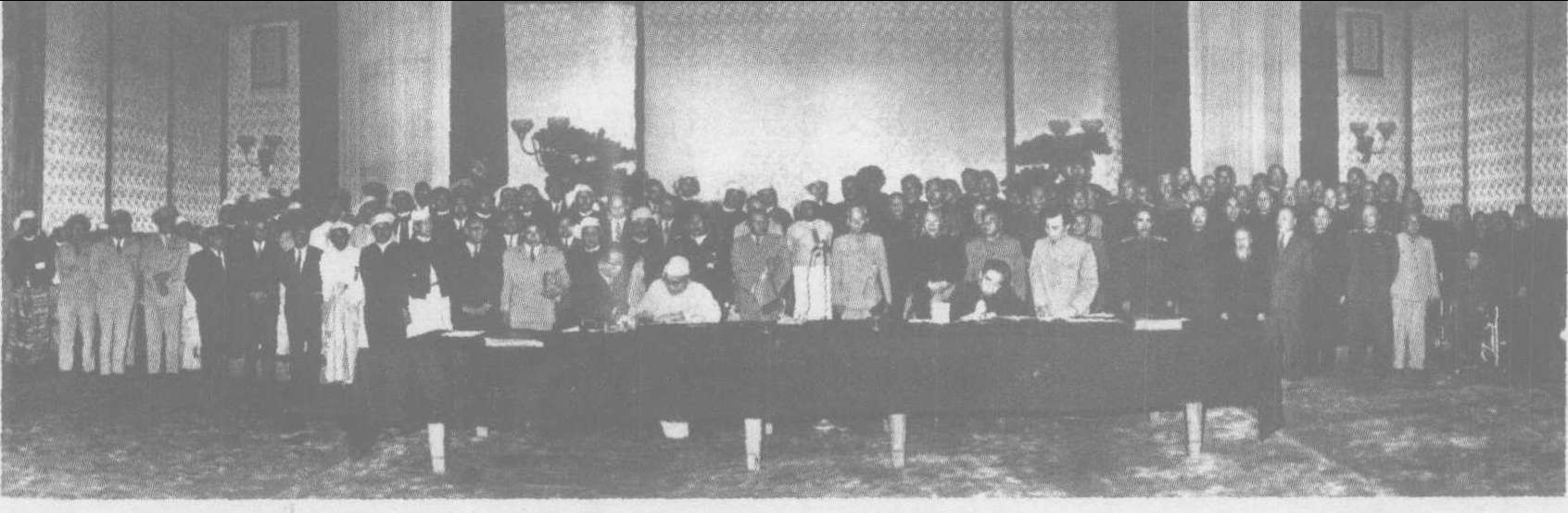
1960年10月1日《边界条约》签字仪式

1960年10月1日，两国全权代表周恩来和吴努在北京签署《中华人民共和国和缅甸联邦边界条约》。条约建立在《关于两国边界问题的协定》的基础上，除肯定《协定》所商议的事项外，对中缅边界另有细化补充。
中国最初主张缅甸归还的班洪、班老地区总面积为86平方英里，缅甸实际归还的面积比这要小（73平方英里），因为当时缅甸孟密至八莫的新公路即将建成，即使中国收回勐卯三角地也不会对缅甸掸邦与克钦邦之间的交通造成问题，考虑勐卯三角地并无物产出产，班洪、班老却有丰富矿产，中国方面也做出了退让。

## 中缅勘界
1960年2月5日，中共云南省委成立“边界问题领导小组”，着手勘界准备工作。6月27日，中缅边境联合勘察会在仰光成立，中方首席代表是外交部条约法律司司长姚仲明，缅方首席代表是副总参谋长昂季准将，双方签订《协议事项纪要》，组建联合勘察队，其中第二队负责南段未定界的勘查工作，队下又分六个小组。1957年7月26日周恩来致吴巴瑞的回信、1959年6月4日奈温致周恩来的建议中的地图被作为划定南段未定界的基础，二者互相一致的地区划归中国，有分歧的地区交由委员会派员实地探查是否属于班洪、班老部落，以确定是否交归中国。
六个勘察组中，第一至第四勘察小组负责沧源段边界的勘划，第五和第六勘察小组负责西盟与孟连段边界的勘划。1961年2月24日，勘察队完成中缅边界西盟段178至183号界桩的勘察和竖立；3月16日，完成孟连段184至203号界桩的勘察和竖立；5月16日，完成沧源段145至177号界桩的的勘察和竖立（177号界桩实位于澜沧县的西北段国界，澜沧县该段国界仅此一棵界桩）。

## 后续
1960年11月22日至1961年2月9日，为保障中缅两国勘界工作的正常开展，应缅甸政府请求，中国人民解放军边防部队两次出境入缅作战，与缅军围剿中华民国国军残部“云南人民反共志愿军”，发动中缅联合勘界警卫作战，摧毁了国军在江拉的反共基地。厦门大学学者范宏伟认为，缅甸国军残部问题的解决是中缅边界问题解决的“最大副产品”之一。
1961年6月4日，中共临沧地区地委副书记及沧源县委第一书记赵廷俊和缅甸昂季准将作为代表，前往班洪和班老举行交接仪式，同时对“一九四一年线”的骑线村寨签字交接。骑线村寨中，永和（Yawng Hok）、龙乃（Lungnai）划归中国，羊柏（Umhpa）、班孔（Pan Kung）、班弄（Pan Nawng）、班歪（Pan Wai）等归属缅甸。1961年10月13日，缅甸总理吴努访华，与周恩来在北京签订《中华人民共和国政府和缅甸联邦政府关于两国边界的议定书》，条约正式规定了边界走向、界桩位置、界桩维护管理问题等事项，标志中缅边界问题最终彻底解决。
1957年，沧源县政府在班洪部落的中国侧成立班洪区工作委员会；1961年6月12日，沧源县政府在回归中国的班老部落成立班老区工作委员会，两区在1988年的云南省区乡体制改革中改置为班洪乡和班老乡，此外班洪乡的西北部地区于1971年析出，成为今芒卡镇。
时至今日，由于自然和人为等原因，边界上的部分界桩可能被移动或损坏，有的界桩方位物也有了一些变化。根据1961年《中缅边界议定书》的规定，双方应每五年对边界进行一次联合检查，实际中缅边界第一次联合检查是在1984至1985年进行的，1993至1995年进行了第二次联合检查。1989年3月，盘踞掸邦东部山区的缅甸共产党垮台，鲍有祥、彭家声、林明贤等前缅共武装各自控制边境地盘，原中缅南段未定界缅方一侧成为鲍有祥所管佤邦的辖区，而中缅边界则基本依据两国政府的协议，没有因为边界问题发生过武力冲突。

## 资料来源
1. 1 2  朱昭华, 20世纪五六十年代新中国处理边界争端的原则与实践, 第4页
2. ↑  孙粹屏等, 《云南省志·卷四十九 军事志》, 第717页
3. ↑   . 维基文库. 1997 （中文）.
4. 1 2 3  朱昭华, 20世纪五六十年代新中国处理边界争端的原则与实践, 第2页
5. 1 2  朱昭华, 北京政府时期的中缅边界问题交涉, 第132页
6. 1 2 3  关培凤, 1959年中印边界冲突对中缅边界谈判的影响, 第99页
7. 1 2 3 4  Elleman等, 《Beijing's Power and China's Borders: Twenty Neighbors in Asia》, 第195页
8. 1 2  朱向春, 试论影响中缅、中印边界问题解决的因素, 第8页
9. 1 2 3  谢本书, 从片马事件到班洪事件——中缅边界历史沿革问题, 第80页
10. ↑  Syatauw, 《Some newly established Asian states and the development of international law》, 第120页
11. ↑  Hyer, 《The Pragmatic Dragon: China's Grand Strategy and Boundary Settlements》, 第72页
12. 1 2 3 4 5 6  范宏伟, 中缅边界问题的解决：过程与影响, 第40页
13. ↑  范宏伟, 中缅边界问题的解决：过程与影响, 第41页
14. 1 2  Tzou, 《China and International Law: The Boundary Disputes》, 第56页
15. 1 2  朱昭华, 薛福成与滇缅边界谈判再研究, 第44页
16. ↑  朱昭华, 新中国处理边界领土争端的典范——基于中缅边界问题的划定, 第73页
17. ↑  齐鹏飞, 中缅边界谈判的历程及其基本经验, 第56页
18. ↑  朱昭华, 《中缅边界问题研究 以近代中英边界谈判为中心》, 第26页
19. ↑  Syatauw, 《Some newly established Asian states and the development of international law》, 第116页
20. ↑  杨煜达等, 花马礼：16-19世纪中缅边界的主权之争, 第73页
21. ↑  杨煜达, 《乾隆朝中缅冲突与西南边疆》, 第22-23页
22. ↑  杨煜达等, 花马礼：16-19世纪中缅边界的主权之争, 第76页
23. ↑  方铁等, 《西南通史》, 第691页
24. ↑  吕一燃等, 《中国近代边界史（下卷）》, 第730页
25. 1 2 3 4  李明富等, 《沧源佤族自治县志》, 第659页
26. ↑  尤中, 《中国西南边疆变迁史》, 第272页
27. ↑  尤中, 《中国西南边疆变迁史》, 第267页
28. ↑  傅林祥等, 《中国行政区划通史·清代卷》, 第565页
29. ↑  云南陆地测量局, 《新纂云南通志·卷九·现行设治区域图》, 澜沧县全图
30. 1 2  康超, 中缅边界谈判研究, 第10页
31. ↑  尤中, 《中国西南边疆变迁史》, 第278页
32. ↑  余定邦, 《中缅关系史》, 第239页
33. ↑  李宗汉等, 《沧源佤族自治县民政志》, 第37页
34. ↑  尤中, 《中国西南边疆变迁史》, 第269页
35. 1 2  朱昭华, 薛福成与滇缅边界谈判再研究, 第45页
36. ↑  张凤歧, 我参加中英滇缅南段未定界会勘委员会的经过纪实, 第607页
37. ↑  朱昭华, 《中缅边界问题研究 以近代中英边界谈判为中心》, 第64页
38. ↑  吕昭义, 《英属印度与中国西南边疆 1774-1911》, 第124页
39. ↑  王铁崖, 《中外旧约章汇编》第一册, 第485页
40. ↑  张宝宝, 近代以来中缅边界变迁原因浅议, 第39页
41. ↑  杨宝康, 论中缅南段边界问题与班洪事件, 第133页
42. ↑  鲁成旺等, 《果敢志》, 第384页
43. ↑  朱昭华, 《中缅边界问题研究 以近代中英边界谈判为中心》, 第68页
44. ↑  朱昭华, 《中缅边界问题研究 以近代中英边界谈判为中心》, 第69页
45. ↑  朱昭华, 《中缅边界问题研究 以近代中英边界谈判为中心》, 第75页
46. ↑  Syatauw, 《Some newly established Asian states and the development of international law》, 第123页
47. 1 2 3  谢本书, 从片马事件到班洪事件——中缅边界历史沿革问题, 第78页
48. ↑  朱昭华, 薛福成与滇缅边界谈判再研究, 第43页
49. ↑  吕一燃等, 《中国近代边界史（下卷）》, 第746页
50. 1 2 3  杨宝康, 论中缅南段边界问题与班洪事件, 第134页
51. 1 2  李明富等, 《沧源佤族自治县志》, 第660页
52. ↑  吕一燃等, 《中国近代边界史（下卷）》, 第771页
53. 1 2  王铁崖, 《中外旧约章汇编》第一册, 第577页
54. ↑  朱昭华, 中缅边界主权纠纷的历史与经验探讨, 第29页
55. ↑  张凤歧, 我参加中英滇缅南段未定界会勘委员会的经过纪实, 第610页
56. ↑  王春桥, 边地土司与近代滇西边界的形成, 第212页
57. ↑  杨明辉, 近代以来中缅边界伸缩变化的历史及其动因分析, 第35页
58. ↑  鲁成旺等, 《果敢志》, 第385页
59. ↑  朱昭华, 新中国处理边界领土争端的典范——基于中缅边界问题的划定, 第74页
60. ↑  左培林, “班洪抗英”大事综揽, 第3页
61. ↑  朱昭华, 《中缅边界问题研究 以近代中英边界谈判为中心》, 第117-119页
62. 1 2 3  李明富等, 《沧源佤族自治县志》, 第661页
63. ↑  吕一燃等, 《中国近代边界史（下卷）》, 第771-773页
64. ↑  朱昭华, 《中缅边界问题研究 以近代中英边界谈判为中心》, 第108页
65. ↑  张凤歧, 我参加中英滇缅南段未定界会勘委员会的经过纪实, 第613页
66. ↑  朱昭华, 北京政府时期的中缅边界问题交涉, 第134页
67. ↑  陈力, 班洪事件新论：以南京政府的应变和佤族的民族认同为视角, 第21页
68. 1 2 3  朱昭华, 从班洪事件到中缅“1941年线”的划定, 第109页
69. 1 2 3 4  陈力, 班洪事件新论：以南京政府的应变和佤族的民族认同为视角, 第22页
70. ↑  李景煜, 云南各族人民爱国主义的一曲凯歌——班洪事件简述, 第58页
71. ↑  张凤歧, 我参加中英滇缅南段未定界会勘委员会的经过纪实, 第614页
72. ↑  陈力, 班洪事件新论：以南京政府的应变和佤族的民族认同为视角, 第25页
73. ↑  李景煜, 云南各族人民爱国主义的一曲凯歌——班洪事件简述, 第59页
74. ↑  李明富等, 《沧源佤族自治县志》, 第649页
75. ↑  李明富等, 《沧源佤族自治县志》, 第650页
76. ↑  李景煜, 云南各族人民爱国主义的一曲凯歌——班洪事件简述, 第60页
77. ↑  李晓村, 《李占贤与西南民众义勇军》, 第17页
78. ↑  李景煜, 云南各族人民爱国主义的一曲凯歌——班洪事件简述, 第61页
79. ↑  吕一燃等, 《中国近代边界史（下卷）》, 第782页
80. ↑  李明富等, 《沧源佤族自治县志》, 第651页
81. 1 2  朱昭华, 《中缅边界问题研究 以近代中英边界谈判为中心》, 第225页
82. 1 2  朱昭华, 从班洪事件到中缅“1941年线”的划定, 第111页
83. 1 2  陈力, 班洪事件新论：以南京政府的应变和佤族的民族认同为视角, 第18页
84. 1 2  霍尔, 《东南亚史》, 第847页
85. ↑  朱昭华, 《中缅边界问题研究 以近代中英边界谈判为中心》, 第224页
86. ↑  张凤歧, 我参加中英滇缅南段未定界会勘委员会的经过纪实, 第605页
87. 1 2 3 4 5  朱昭华, 从班洪事件到中缅“1941年线”的划定, 第112页
88. ↑  杨宝康, 论中缅南段边界问题与班洪事件, 第135页
89. 1 2 3 4 5 6 7 8  李明富等, 《沧源佤族自治县志》, 第662页
90. ↑  王铁崖, 《中外旧约章汇编》第一册, 第688页
91. ↑  吕一燃等, 《中国近代边界史（下卷）》, 第783-784页
92. ↑  张凤歧, 我参加中英滇缅南段未定界会勘委员会的经过纪实, 第619页
93. 1 2  张凤歧, 我参加中英滇缅南段未定界会勘委员会的经过纪实, 第621页
94. 1 2  张凤歧, 我参加中英滇缅南段未定界会勘委员会的经过纪实, 第624页
95. ↑  张启龙等, 《澜沧拉祜族自治县志》, 第37页
96. ↑  张开达等, 《西盟佤族自治县志》, 第325页
97. ↑  张凤歧, 我参加中英滇缅南段未定界会勘委员会的经过纪实, 第622页
98. ↑  朱昭华, 《中缅边界问题研究 以近代中英边界谈判为中心》, 第229页
99. 1 2  朱昭华, 《中缅边界问题研究 以近代中英边界谈判为中心》, 第230页
100. 1 2 3 4  朱昭华, 《中缅边界问题研究 以近代中英边界谈判为中心》, 第231页
101. ↑  朱昭华, 《中缅边界问题研究 以近代中英边界谈判为中心》, 第232页
102. ↑  张凤歧, 我参加中英滇缅南段未定界会勘委员会的经过纪实, 第631页
103. ↑  陈力, 班洪事件新论：以南京政府的应变和佤族的民族认同为视角, 第20页
104. 1 2  李明富等, 《沧源佤族自治县志》, 第9页
105. ↑  谢本书, 从片马事件到班洪事件——中缅边界历史沿革问题, 第79页
106. ↑  李国生, 历史档案见证“班洪事件”, 第30页
107. ↑  李国生, 历史档案见证“班洪事件”, 第29页
108. 1 2  李明富等, 《沧源佤族自治县志》, 第10页
109. ↑  陈国明, 论《告祖国同胞书》的历史地位, 第61页
110. ↑  杨祖庆, 《告祖国同胞书》对后人的启迪, 第133页
111. ↑  廖心文, 成功解决中缅边界问题——老一辈革命家与边界问题研究之二, 第93页
112. ↑  朱昭华, 《中缅边界问题研究 以近代中英边界谈判为中心》, 第235页
113. ↑  Ireland, 《The Province of Burma: A report prepared for the University of Chicago》
114. ↑  朱昭华, 再考中缅“1941年线”的划定, 第16页
115. 1 2 3 4  朱昭华, 从班洪事件到中缅“1941年线”的划定, 第113页
116. ↑  朱昭华, 从班洪事件到中缅“1941年线”的划定, 第114页
117. 1 2  朱昭华, 再考中缅“1941年线”的划定, 第19页
118. 1 2  Syatauw, 《Some newly established Asian states and the development of international law》, 第125页
119. ↑  朱昭华, 从班洪事件到中缅“1941年线”的划定, 第115页
120. ↑  尤中, 《中国西南边疆变迁史》, 第270页
121. ↑  王善中, 论述《中华人民共和国和缅甸联邦边界条约》, 第79页
122. 1 2  李学保, 新中国解决中缅跨界民族问题的经验与启示, 第21页
123. ↑  吕一燃等, 《中国近代边界史（下卷）》, 第792页
124. 1 2  齐鹏飞等, 中缅边界问题研究述略, 第57页
125. ↑  朱昭华, 再考中缅“1941年线”的划定, 第15页
126. 1 2  冯越等, 中缅边界谈判述略, 第57页
127. ↑  冯越等, 中缅边界谈判述略, 第56页
128. ↑  朱昭华, 20世纪五六十年代新中国处理边界争端的原则与实践, 第3页
129. ↑  杨明辉, 探究中缅边界问题的解决过程与影响, 第90页
130. ↑  范宏伟, 中缅边界问题的解决：过程与影响, 第37页
131. ↑  戴超武, 中缅边界问题与尼赫鲁的干预及其战略意图（1956—1960）, 第54页
132. 1 2  齐鹏飞, 中缅边界谈判的历程及其基本经验, 第57页
133. ↑  冯越, 中缅边界问题解决的历史过程（1954-1961）, 第25页
134. ↑  冯越, 中缅边界问题解决的历史过程（1954-1961）, 第24页
135. ↑  Syatauw, 《Some newly established Asian states and the development of international law》, 第119页
136. ↑  Hyer, 《The Pragmatic Dragon: China's Grand Strategy and Boundary Settlements》, 第69页
137. ↑  卓人政, 解决中缅边界问题的良好开端——我军撤出“一九四一年线”以西地区, 第22页
138. ↑  廖心文, 成功解决中缅边界问题——老一辈革命家与边界问题研究之二, 第89页
139. ↑  于海洋, 《中缅边界条约》签订始末, 第30页
140. ↑  杨明辉, 探究中缅边界问题的解决过程与影响, 第91页
141. ↑  范宏伟, 中缅边界问题的解决：过程与影响, 第38页
142. ↑  范宏伟, 中缅边界问题的解决：过程与影响, 第39页
143. 1 2  冯越, 中缅边界问题解决的历史过程（1954-1961）, 第26页
144. ↑  戴超武, 中缅边界问题与尼赫鲁的干预及其战略意图（1956—1960）, 第56页
145. ↑  梁志, 缅甸官方对中缅边界问题的认知——来自美国第二国家档案馆的新证据, 第131页
146. ↑  齐鹏飞, 中缅边界谈判的历程及其基本经验, 第58页
147. ↑  廖心文, 成功解决中缅边界问题——老一辈革命家与边界问题研究之二, 第90页
148. 1 2  卓人政, 解决中缅边界问题的良好开端——我军撤出“一九四一年线”以西地区, 第26页
149. ↑  Tzou, 《China and International Law: The Boundary Disputes》, 第59页
150. ↑  冯越, 中缅边界问题解决的历史过程（1954-1961）, 第28页
151. ↑  梁志, 缅甸官方对中缅边界问题的认知——来自美国第二国家档案馆的新证据, 第132页
152. 1 2  廖心文, 成功解决中缅边界问题——老一辈革命家与边界问题研究之二, 第92页
153. ↑  齐鹏飞, 中缅边界谈判的历程及其基本经验, 第60页
154. 1 2  冯越, 中缅边界问题解决的历史过程（1954-1961）, 第32页
155. 1 2  关培凤, 1959年中印边界冲突对中缅边界谈判的影响, 第100页
156. 1 2  关培凤, 中缅边界谈判研究, 第166页
157. ↑  齐鹏飞, 中缅边界谈判的历程及其基本经验, 第61页
158. 1 2 3  齐鹏飞, 中缅边界谈判的历程及其基本经验, 第62页
159. ↑  冯越, 中缅边界问题解决的历史过程（1954-1961）, 第35页
160. 1 2  关培凤, 1959年中印边界冲突对中缅边界谈判的影响, 第101页
161. ↑  关培凤, 1959年中印边界冲突对中缅边界谈判的影响, 第103页
162. 1 2  关培凤, 1959年中印边界冲突对中缅边界谈判的影响, 第104页
163. ↑  于海洋, 《中缅边界条约》签订始末, 第32页
164. ↑  齐鹏飞, 中缅边界谈判的历程及其基本经验, 第63页
165. 1 2 3 4 5 6  李明富等, 《沧源佤族自治县志》, 第664页
166. ↑  冯越等, 中缅边界谈判述略, 第59页
167. ↑  关培凤, 中缅边界谈判研究, 第167页
168. 1 2  张开达等, 《西盟佤族自治县志》, 第326页
169. ↑  莫如德等, 《孟连傣族拉祜族佤族自治县志》, 第331页
170. ↑  张启龙等, 《澜沧拉祜族自治县志》, 第38页
171. ↑  马昌法, 中缅联合勘界警卫作战始末, 第22页
172. 1 2  范宏伟, 中缅边界问题的解决：过程与影响, 第43页
173. ↑  李明富等, 《沧源佤族自治县志》, 第665页
174. ↑  李宗汉等, 《沧源佤族自治县民政志》, 第38页
175. ↑  Elleman等, 《Beijing's Power and China's Borders: Twenty Neighbors in Asia》, 第197页
176. ↑  齐鹏飞, 中缅边界谈判的历程及其基本经验, 第64页
177. ↑  冯越, 中缅边界问题解决的历史过程（1954-1961）, 第38页
178. ↑  李明富等, 《沧源佤族自治县志》, 第42页
179. 1 2  尹鸿伟, 中缅边境再勘界内情
180. ↑  吕增龄等, 《云南省志·卷五十三 外事志》, 第71页

### 书籍
边疆史专著
- （简体中文）尤中. . 昆明: 云南教育出版社. 1987年. ISBN 7-5415-0079-8.
- （简体中文）朱昭华. . 哈尔滨: 黑龙江教育出版社. 2007年. ISBN 978-7-5316-4698-3.
- （简体中文）吕一燃主编. . 成都: 四川人民出版社. 2007年. ISBN 978-7-220-07331-1.

地方史专著
- （简体中文）孙粹屏主编; 云南省地方志编撰委员会. . 昆明: 云南民族出版社. 1997年5月. ISBN 7-222-02101-9.
- （简体中文）吕增龄主编; 云南省地方志编撰委员会. . 昆明: 云南民族出版社. 1996年12月. ISBN 7-222-01954-5.
- （简体中文）李明富主编; 沧源佤族自治县地方志编撰委员会. . 昆明: 云南民族出版社. 1998年12月. ISBN 7-5367-1498-X.
- （简体中文）李宗汉主编; 沧源佤族自治县民政局; 沧源佤族自治县地方志办公室. . 昆明: 云南民族出版社. 2006年. ISBN 7-5367-3386-0.
- （简体中文）张启龙主编; 云南省澜沧拉祜族自治县志编纂委员会. . 昆明: 云南人民出版社. 1996年12月. ISBN 7-222-02092-6.
- （简体中文）张开达主编; 云南省西盟佤族自治县志编纂委员会. . 昆明: 云南人民出版社. 1997年11月. ISBN 7-222-02180-9.
- （简体中文）莫如德主编; 孟连傣族拉祜族佤族自治县志编纂委员会. . 昆明: 云南人民出版社. 1999年11月. ISBN 7-222-02625-8.
- （简体中文）鲁成旺主编; 缅甸掸邦《果敢志》编撰委员会. . 香港: 天马出版社. 2012年8月. ISBN 978-9-6245-0208-4.
- （简体中文）王敬骝主编; 《佤山纪事》编委会. . 昆明: 云南民族出版社. 2007年5月. ISBN 978-7-5367-3710-5.
- （英文）Alleyne Ireland（英语：Alleyne Ireland）. . Boston and New York: Houghton Mifflin and Company（英语：Houghton Mifflin Harcourt）. 1907.

国际关系史专著
- （简体中文）余定邦. . 北京: 光明日报出版社. 2000年. ISBN 978-7-8014-5354-9.
- （简体中文）杨煜达. . 北京: 社会科学文献出版社. 2014年. ISBN 978-7-5097-6601-9.
- （简体中文）吕昭义. . 昆明: 云南大学出版社. 2016年. ISBN 978-7-5482-2526-3.
- （英文）J. J. G. Syatauw. . New York: William S. Hein & Co., Inc. 1961. ISBN 978-90-247-0519-1.
- （英文）Byron N. Tzou. . New York: Praeger Publishing. 1990. ISBN 978-0-2759-34620.
- （英文）Bruce Elleman; Stephen Kotkin; Clive Schofield. . New York: Routledge. 2013. ISBN 978-1-317-51565-4.
- （英文）Eric Hyer. . Vancouver: UBC Press（英语：University of British Columbia Press）. 2015. ISBN 978-0-7748-2638-9.

其他专著
- （繁體中文）云南陆地测量局. . 1949年.
- （繁體中文）王铁崖. . 北京: 三联书店. 1957年.
- （简体中文）D.G.E 霍尔（英语：D. G. E. Hall）; 中山大学东南亚历史研究所译. . 北京: 商务印书馆. 1982年.
- （简体中文）方铁主编. . 郑州: 中州古籍出版社. 2003年. ISBN 7-5348-1897-4.
- （简体中文）云南省临沧市延安精神研究会. . 昆明: 云南民族出版社. 2007年12月. ISBN 978-7-5367-3992-5.
- （简体中文）傅林祥; 林涓; 任玉雪; 王卫东. . 上海: 复旦大学出版社. 2013年10月. ISBN 978-7-3090-5603-7.

### 期刊
未定界综述研究
- （简体中文）杨宝康. . 《云南师范大学学报(哲学社会科学版)》. 2003, 35 (2): 133–136. doi:10.3969/j.issn.1000-5110.2003.02.031.
- （简体中文）张宝宝. . 《黑龙江史志》. 2009, (14): 39,55. doi:10.3969/j.issn.1004-020X.2009.14.024.
- （简体中文）朱昭华. . 《东南亚之窗》. 2011, (1): 28–32.
- （简体中文）杨明辉. . 《党史博采（理论版）》. 2014, (12): 35,37.
- （简体中文）杨明辉. . 《云南开放大学学报》. 2015, 17 (3): 90–92. doi:10.3969/j.issn.2095-6266.2015.03.020.

班洪事件与“一九四一年线”研究
- （简体中文）李景煜. . 《云南社会科学》. 1985, (3): 58–62.
- （简体中文）谢本书. . 《云南社会科学》. 2000, (4): 72–81. doi:10.3969/j.issn.1000-8691.2000.04.012.
- （简体中文）朱昭华. . 《历史教学》. 2003, (12): 15–19. doi:10.3969/j.issn.0457-6241.2003.12.003.
- （简体中文）朱昭华. . 《中国边疆史地研究》. 2006, 16 (2): 108–115,150. doi:10.3969/j.issn.1002-6800.2006.02.015.
- （简体中文）朱昭华. . 《云南社会科学》. 2008, (6): 132–136. doi:10.3969/j.issn.1000-8691.2008.06.028.
- （简体中文）陈力. . 《广东技术师范学院学报》. 2015, 36 (12): 17–28. doi:10.13408/j.cnki.gjsxb.2015.12.003.
- （简体中文）李国生. . 《云南档案》. 2017, (5): 28–30. doi:10.14074/j.cnki.yunnan.archives.2017.05.016.

中缅边界谈判研究
- （简体中文）王善中. . 《中国边疆史地研究》. 1997, (1): 78–84.
- （简体中文）于海洋. . 《党史天地》. 2001, (1): 29–32.
- （简体中文）卓人政. . 《百年潮》. 2003, (9): 21–27. doi:10.16624/j.cnki.11-3844/d.2003.09.003.
- （简体中文）宋凤英. . 《文史精华》. 2005, (11): 4–12.
- （简体中文）冯越; 齐鹏飞. . 《湖南科技大学学报(社会科学版)》. 2006, 9 (6): 55–60. doi:10.3969/j.issn.1672-7835.2006.06.010.
- （简体中文）冯越. . 《南洋问题研究》. 2014, (3): 23–39. doi:10.3969/j.issn.1003-9856.2014.03.004.
- （简体中文）齐鹏飞; 冯越. . 《当代中国史研究》. 2008, 15 (2): 53–62.
- （简体中文）齐鹏飞; 张明霞. . 《中共党史研究》. 2012, (1): 55–65.
- （简体中文）朱昭华. . 《探索与争鸣》. 2009, (4): 73–76. doi:10.3969/j.issn.1004-2229.2009.04.021.
- （简体中文）朱昭华. . 《苏州科技学院学报(社会科学版)》. 2012, 29 (5).
- （简体中文）范宏伟. . 《南洋问题研究》. 2010, (3): 36–45. doi:10.3969/j.issn.1003-9856.2010.03.005.
- （简体中文）廖心文. . 《党的文献》. 2013, (5): 88–94.
- （简体中文）关培凤. . 《当代中国史研究》. 2014, 21 (1): 99–106,128.
- （简体中文）关培凤. . 《史林》. 2014, (1): 163–168.
- （简体中文）李学保. . 《民族论坛》. 2014, (5): 19–23. doi:10.19683/j.cnki.mzlt.2014.05.005.
- （简体中文）戴超武. . 《中共党史研究》. 2016, (11): 53–69.
- （简体中文）梁志. . 《历史教学问题》. 2017, (4): 131–137. doi:10.3969/j.issn.1006-5636.2017.04.023.

其他研究
- （简体中文）朱昭华. . 《中国边疆史地研究》. 2004, 14 (1): 43–51. doi:10.3969/j.issn.1002-6800.2004.01.005.
- （简体中文）杨煜达; 杨慧芳. . 《中国边疆史地研究》. 2004, 14 (2): 72–80,148. doi:10.3969/j.issn.1002-6800.2004.02.010.
- （简体中文）马昌法. . 《档案天地》. 2011, (11): 22–25.
- （简体中文）尹鸿伟. . 《凤凰周刊》. 2014-06-25, (511).

### 学位论文
- （简体中文）朱向春. . 北京大学国际关系学院外交学硕士学位论文. 2007.
- （简体中文）康超. . 外交学院外交学硕士学位论文. 2011.
- （简体中文）王春桥. . 云南大学人文学院中国史博士学位论文. 2015.

## 延伸阅读
- 《中缅边界问题研究——以近代中英边界谈判为中心》（页面存档备份，存于）